# Ступа
Ступа (от санскрит – буквално „куп, насип“) е постройка с конусовиден или пирамидален силует – монументален обект на почит разпространен във всички будистки култури.
Преди будизма подобни съоръжения са изграждани на гробни могили на царе и вождове. Счита се, че за първи в будизма ступа е построена за съхранение на мощи на историческия Буда Шакямуни. По този пример започват да се строят будистки ступи – в началото за съхранение на реликви (мощи на монаси, дхарма текстове и пр.), а по-късно само като обект на религиозен култ. Под една или друга форма ступите присъстват във всички будистки култури. В Индия се използват също думите гарбха, дагоба, топе, на тибетски се нарича чортен, а на тайски език – чеди. За далекоизточните култури такава роля играе пагодата (в която обаче може да се влиза).
В търсене на културен паралел историческите изследвания често разглеждат ступите като надгробни могили и реликвариуми, сравнявани са с хиндуистки паметници, а също и със срещаните на територията на Русия и Средна Азия кургани и др. Будиските учители обаче разглеждат смисъла и ползата от строежа на ступи в значително по-широк контекст. Според ученията ступата представлява самия просветлен ум на Буда. Разглежда се като съвършен израз на просветлението и според различни учения в елементите ѝ са символично представени трите скъпоценности, четирите благородни истини, петте елемента, от които е съставен светът, респективно петте вида просветлена мъдрост, десетте Бодхисатва нива, както и всички други аспекти на просветлението. Също така се счита, че участието в изграждане на ступа, обикалянето и медитирането около нея, дори и самото фокусиране на ума върху нея носи благословия и е част от будистката практика.

## Ползи според ученията
Построяването на ступа се смята за изключително благоприятно и създаващо голямо количество положителни кармични отпечатъци в ума. Според текстовете бъдещите резултати се заключават в два вида полза – относителна и абсолютна. Казва се, че на относително ниво благоприятните резултати са раждане в богато семейство, красиво тяло, приятен глас, човек ще бъде привлекателен, ще има дълъг щастлив живот и пожеланията му ще се изпълняват бързо.  Абсолютната полза е, че човек ще може бързо да постигне Просветление, което е целта на Будизма.

## Осем основни вида ступи
Те отбелязват осем важни момента от живота на историческия Буда Шакямуни. При тях основата и върха са еднакви и единствено средната им част е различна.

### Лотосова ступа
Известна е също като „Ступата обсипана с лотоси“ или „Ступата на раждането на Сугата“. Тази ступа е свързана с раждането на историческия Буда Шакямуни. Казва се, че при раждането си бъдещият Буда прави по седем стъпки във всяка от четирите посоки на света. Във всяка посока веднага разцъфнали лотоси, показващи Четирите неизмерими: любов, съчувствие, радост и равнопоставеност. Четирите стъпала на основата на тази ступа са кръгли и украсени с лотосови венчелистчета. Понякога са представени седем отрупани с лотоси стъпала, като израз на седемте първи стъпки на Буда. 

### Ступа на просветлението
Известна също като „Ступа на победата над Мара“. Тя отбелязва постигнатото от 35-годишния принц Сидхарта Гаутама просветление под дървото Бодхи в Бодх Гая. Казва се, че той победил изкушенията и атаките, с които демонът Мара се опитал да го отклони от целта му. Построена е от Дхарма-краля Бимбисара, а формата и символизира премахването и на последните най-фини воали на ума. Тя се счита за най-важната от осемте.

### Ступа на множеството врати
След постигането на просветление Буда преподава на първите си ученици в еленовия парк близо до Сарнат. Тук той дава първите си основни поучения и това е изразено с многобройните врати на стъпалата в средната част на ступата. Тук са включени такива учения като „Четирите благородни истини“, „Шестте освобождаващи действия“, „Благородния осмократен път“ и „Дванадесетте звена на взаимозависимото възникване“. 

### Ступа на слизането от небесата Тушита
На 42-годишна възраст Буда прави лятно медитационно уединение и посещава „Небесата Тушита“, където се била преродила неговата майка. За да се отблагодари за нейната доброта той преподава Дхарма на следващо ѝ прераждане. Неговите съвременници построяват ступата „Санкася“, за да напомнят за това събитие. Характерно за този вид ступа е, че на всяка от четирите страни на централната ѝ част има елемент, който представлява стълба с три стъпала. 

### Ступа на великите чудеса
Известна е също като „ступа на победата над тиртиките“. Тази ступа е свързана с множеството чудеса, които Буда извършва на петдесетгодишна възраст. Според легендата той покорява демоните, известни като „мари“ или „тиртики“. Тази ступа е издигната от племената Личаве, за да напомнят това събитие. 

### Ступа на помирението
Братовчедът на Буда Девадата създал трудности в Сангхата – общността на практикуващите и тя била разделена на спорещи помежду си фракции. В крайна сметка Буда успява да я обедини отново и първата ступа от този вид била построена в кралство Магадха. Тя има три осмоъгълни стъпала с еднакви страни. 

### Ступа на пълната победа
Тя напомня, че Буда по молба на своите ученици удължава живота си с три месеца. Тя има три стъпала, с форма на окръжности без украса. 

### Ступа на Паринирвана
Тази ступа отбелязва смъртта на Буда на 80-годишна възраст. Тя показва ума му, напълно потопен в най-висшето осъзнаване. Тя има форма на камбана без украшения и изразява съвършената мъдрост на Буда. Тази ступа не се строи самостоятелно, а само в цялостен ансамбъл с останалите седем вида. 

## Калачакра ступа
вж. осн. статия Калачакра Ступа
Това е девети вид ступа, чийто символизъм не е свързан със събитията на живота на Буда, а с учението на Калачакра Тантра и е предназначена да предпазва от негативни влияния. 